# 張高麗
張 高麗（ちょう こうれい、ジャン・ガオリー、漢族、1946年11月1日 - ）は、中華人民共和国の政治家。国務院常務副総理（第一副首相）、第18期中国共産党中央政治局常務委員を歴任。

## 略歴
貧しい農家の家に生まれた。父は張が幼少の時に死没し、母と兄の稼ぎで苦労して1965年に厦門大学経済学部計画統計学科に入学。文化大革命期の1970年に卒業し、石油工業部広東省茂名石油工業公司の労働者として就職。その後、同公司の生産指揮部弁公室秘書、政治部共産主義青年団（共青団）総支部書記、同公司共青団委員会副書記を歴任。1973年12月、中国共産党に入党。1977年、石油工業部茂名石油工業公司製油工場第1職場党総支部書記・教導員となる。その後、工場党委員会副書記や書記を歴任。1980年より石油工業部茂名石油工業公司党委常務委員・計画処処長を務め、副総経理（副社長）にまで昇進する。1984年、広東省茂名市党委副書記に任命され、中国石化総公司茂名石油工業公司総経理（社長）に就任。
1985年、広東省経済委員会主任に任命され、官僚としての道を歩み始める。1988年、広東省副省長に就任し、1998年まで務める。この間の1990年4月から7月にかけて中央党校省部幹部進修班で研修を受けた。1992年からは同省計画委員会主任を兼任する。1993年、広東省党委常務委員に選出。1994年、兼任していた広東省計画委員会主任を退く。1997年9月の第15回党大会で党中央候補委員に選出された張は、同年、経済特区の一つである広東省深圳市の市党委書記に任命される。翌年には広東省党委副書記兼深圳市党委書記に昇進。かくして張は改革開放の最前線で奮闘することになる。2000年、深圳市人民代表大会常務委員会主任に選出される。当時、深圳市では習仲勲元国務院副総理が引退生活を送っており、張は習仲勲とその息子で後に党総書記となる習近平と知遇を得た。
2001年、張は山東省党委副書記に転出し、12月6日、山東省省長代理に任命される。2002年3月28日、正式に山東省長に就任。同年11月の第16回党大会で党中央委員に昇格し、11月23日、山東省党委書記に任命される。翌年1月12日、山東省長を辞任。同年、山東省人代常務委主任を兼務。山東省党委書記を2007年まで務めた張は、同省を広東省に次ぎ、江蘇省と並ぶ経済大省に発展させた。
2007年3月、張は天津市党委書記に転任。同年10月の第17回党大会で党中央委員に再選され、10月22日の第17回党中央委員会第1回全体会議（第17期1中全会）において党中央政治局委員に選出される。天津市党委書記在職中は同市の1人あたりの域内総生産（GDP）を国内トップに引き上げた。
張は、最高指導者の地位を胡錦濤に譲った後も「上海閥」の総帥として中国政界に影響力を振るう江沢民（前党総書記・国家主席）から厚い信頼を受け、江沢民の側近である曽慶紅（前国家副主席・第16期党中央政治局常務委員）や周永康（第17期党中央政治局常務委員・党中央政法委員会書記）とは「石油閥」でつながるなど、当時の中国共産党中央委員会総書記である胡錦濤とは政治的に対立する派閥に属していた。張と同時に政治局入りした薄熙来が、市党委書記を務める重慶市で文化大革命を想起させる政治運動を展開し、上海閥の呉邦国（政治局常務委員・全国人民代表大会常務委員長）や太子党の習近平（政治局常務委員・国家副主席）など党中央の幹部の中から好意的に評価されると、張もその手法に倣って天津市でも革命歌を歌う活動を展開した。しかし、薄熙来が胡錦濤派との政治闘争に敗れて失脚すると、張はすぐさま方針転換し、胡錦濤に忠誠を誓っている。
2012年11月15日、第18期1中全会で習近平・李克強指導部が発足すると、張は党中央政治局常務委員に選出され、最高指導部入りを果たした。11月21日、天津市党委書記を退任。2013年3月16日、第12期全国人民代表大会第1回会議において国務院副総理に選出される、正式に李克強内閣が発足した。2018年引退。

## 騒動
2021年11月2日、中国の女子テニス選手である彭帥が、張高麗から性的関係を強要されたと微博で告白した。中国の検閲当局によって、この投稿や関連情報はただちにネット上から削除され、彭帥は一時消息不明となった。
彭帥の失踪には中国政府の関与も疑われ、クリス・エバートがSNS上で#WhereIsPengShuai（彭帥はどこだ）というハッシュタグを使い情報提供を呼びかけた。11月14日には女子テニス協会（WTA）のスティーブ・サイモンCEOが深い懸念を示し、徹底的かつ公正、透明な調査を求めた。また、WTAの中国での大会が中止になるなどの余波が生じた。
その後、11月21日にトーマス・バッハと彭帥の会話が公開されるなどして事態の鎮静化が図られた。12月19日には彭帥が聯合早報の取材に対し「性的暴行を受けたと言ったことも、書いたこともない」「私はずっと自由だ」と語った。しかし、こうした報道に懐疑的なメディアも多く、例えば日経新聞は「発言は当局の従来の主張に沿った内容で本人の意思かどうかは不明」としている。